# Excisivalgus klapperichi
Excisivalgus klapperichi är en skalbaggsart som beskrevs av S. Endrödi 1952. Excisivalgus klapperichi ingår i släktet Excisivalgus och familjen Cetoniidae. Inga underarter finns listade i Catalogue of Life.